# Огненная звезда
Огненная звезда (англ. Firestar), настоящее имя Анжелика (Ангел) Джонс (англ. Angelica "Angel" Jones) — персонаж Marvel Comics. Вomics. Jet Onyks. Впервые появилась в сентябре 1981 года в мультсериале «Человек-паук и его удивительные друзья» в эпизоде «The Triumph of the Green Goblin». В комиксах была введена в выпуске Uncanny X-Men #193 в ноябре 1985.

## Биография
Впервые способности Анжелики появились в тринадцать лет, из-за смерти её любимой бабушки. После этого Анжелика жила с отцом, неспособным помочь ей справиться с её новыми силами. Вскоре Эмма Фрост приняла Анжелику в свою академию. Для Анжелики Эмма Фрост была как мать, но Фрост тайно была Белой Королевой Внутреннего Круга Клуба Адского Пламени. Фрост хотела сделать из Анжелики убийцу по прозвищу Огненная звезда. Но планы Фрост рушит телохранитель Анжелики, Рэндел Чейз. Он пожертвовал своей жизнью, разоблачив при этом Эмму Фрост. Разбитая горем, Огненная звезда покинула академию.
Вскоре Ксавье предложил Анджелике вступить в его школу, но она отказалась. После Анжелика вступила в команду Новых Воинов, где провела довольно много времени и влюбилась в Чудо-Парня (Справедливость). Через несколько месяцев Анжелика узнала, что её способности могут вызвать у неё бесплодие и стала пользоваться своей силой осторожнее. Новый Воин по прозвищу Гнев привёл Анжелику и Справедливость к Мстителям, а затем все трое помогли Мстителям восстановиться после долгого разрыва.
В итоге, их приняли в команду Мстителей, что не доставило Анжелике особого удовольствия, но из любви к очарованному командой Справедливости она промолчала. Кроме того, доктор Генри Пим помог Огненной Звезде решить её проблемы со здоровьем. В конце концов Анжелика привыкла работать с Мстителями и когда Быстрый Шар предложил ей и Справедливости вернуться к Воинам, они отказались.
После того, как Справедливость сделал Анжелике предложение, эта парочка покинула Мстителей, вскоре они поженились.

## Альтернативные версии

### MC2
Девушка появляется во воспоминаниях среди членов команды, которые умерли в сборной в финальной битве.

### Марвел-Зомби
Огненная Звезда становится одним из зомби Мстителей.

### Spider-Man Loves Mary Jane
Героиня появляется в сюжете Spider-Man Loves Mary Jane. Мэри Джейн ревнует Человека-Паука к Огненной Звезде, когда они вместе борются с преступностью.
Огненная Звезда сама испытывает чувства к Человеку-Пауку.

### Ultimate Огненная звезда

Ultimate Огненная Звезда (слева).

В Ultimate Огненная звезда — Лиз Аллан, одноклассница Питера Паркера. В большинстве проявляет свою мутант-фобию. Впервые способности у Лиз появились, после того, как Джонни Шторм приглашает на пляж её и друзей Питера, где сидя у костра, она превратилась в живой факел. Человек-паук и Человек-лёд пытаются помочь Лиз, но неожиданно появляется Магнето, и предлагает перейти на его сторону. Лиз узнаёт, что её отец - мутант-террорист, один из подчинённых Магнето, - Пузырь. Но благодаря вмешательству Человека-паука и Людей Икс, Лиз отклоняет предложение Магнето, и отправилась в Школу для одаренных детей Ксавье, где становится участницей Людей Икс и берёт себе прозвище Огненная Звезда. Во время событий Ультиматума Огненная Звезда сражалась против армии Стайкера. В сюжете комикса Ultimate Comics: X она присоединилась к Джине Грей, Джимми Хадсону и Дереку Моргану.

## Способность
Огненная Звезда — мутантка, обладающая сверхчеловеческой способностью излучать микроволновую энергию, которую она способна использовать различным образом. Она постоянно поглощает микроволновую энергию из окружения, в том числе от звёзд и постоянно испускает её на низком уровне.
Чтобы использовать свою энергию для определённой цели, Огненная Звезда должна ментально сосредоточиться, заставляя микроволны образовать видимую ауру вокруг своего тела и мысленно «метнуть» часть энергии в цель. Огненная Звезда развивает и учится контролировать свою силу. Она может использовать микроволновую энергию для создания тепла. Способна почти мгновенно расплавить металлический предмет размером с пушку. Мысленно «продавливая» энергию назад или вниз, Огненная Звезда способна летать. Её максимальная скорость пока неизвестна, но она довольно быстро летает и хорошо маневрирует, а также способна переносить довольно тяжёлые грузы — например, Колосса в металлической форме. Огненная Звезда маловосприимчива к опасным эффектам микроволновой энергии.

## Вне комиксов

### Телевидение
- В 1981 году был выпущен мультисериал «Человек-паук и его удивительные друзья», Огненная Звезда защищает мир вместе с Человеком-пауком и Человеком-льдом. Является главной героиней, её внешность схожа с Мэри Джейн. Эта версия персонажа также появилась в 7 выпуске комиксов "Удивительный Человек-Паук Том 2", где была убита супер-злодеем Морланом вместе с Человеком-Пауком и Человеком Льдом.
- ''The Super Hero Squad Show''[англ.]!!.
- В мультипликационном сериале Росомаха и Люди Икс Анджелика Джонс появляется как Огненная Звезда в эпизоде, действие которого разворачивается в будущем.